# Palopo
Palopo è una città dell'Indonesia nella provincia del Sulawesi Meridionale. Gode dello statuto di municipalità (kota).